# کارستن برگمان
کارستن برگمان (انگلیسی: Carsten Bergemann؛ زادهٔ ۲۴ ژانویهٔ ۱۹۷۹) دوچرخه‌سوار اهل آلمان است.
وی در مسابقات کشوری و بین‌المللی در مجموع برندهٔ ۱ مدال طلا، ۱ مدال برنز شده‌است.